# Aphaenogaster semipolita
Aphaenogaster semipolita is een mierensoort uit de onderfamilie van de Myrmicinae. De wetenschappelijke naam van de soort is voor het eerst geldig gepubliceerd in 1856 door Nylander.